# Charles Annandale
Charles Annandale, född den 26 augusti 1843 i Fordoun, död 1915 i Glasgow, var en skotsk lexikograf.
Annandale, som var filosofie och juris doktor, utgav flera uppslagsböcker och ordböcker, bland andra The popular encyclopædia och en mycket användbar Concise dictionary of the english language (1885; flera upplagor). 